# 冢岗庙水库
冢岗庙水库是中国河南省南阳市卧龙区境内的一座水库，位于泗水河东支流上，建于1960年。水库正常库容为1332万立方米，集雨面积为94平方千米，海拔为158.3米。